# Vladimir Joković
Vladimir Joković, cyr. Владимир Јоковић (ur. 2 stycznia 1967 w Plužine) – czarnogórski polityk, przedsiębiorca i sportowiec, poseł do Zgromadzenia Czarnogóry, przewodniczący Socjalistycznej Partii Ludowej Czarnogóry (SNP) od 2017, wicepremier i minister.

## Życiorys
Trenował wyczynowo karate, w latach 90. był reprezentantem kraju. Wielokrotnie zdobywał mistrzostwo Jugosławii i Czarnogóry. W 1984 na mistrzostwach Europy w Birmingham wywalczył w swojej kategorii srebrny medal. Ukończył szkołę średnią techniczną, zajął się prowadzeniem własnej działalności gospodarczej w Nikšiciu. W 2017 stanął na czele czarnogórskiej federacji karate, którą kierował do 2019.
Zaangażował się w działalność polityczną w ramach Socjalistycznej Partii Ludowej Czarnogóry, wszedł w skład jej władz centralnych. Został radnym i przewodniczącym frakcji radnych SNP w gminie Plužine. W 2017 zastąpił Srđana Milicia na stanowisku przewodniczącego swojej partii. W 2020 z ramienia wielopartyjnej koalicji uzyskał mandat deputowanego do parlamentu Czarnogóry. W 2023 z powodzeniem ubiegał się o poselską reelekcję jako lider listy wyborczej zorganizowanej głównie przez jego partię.
W kwietniu 2022 objął funkcje wicepremiera do spraw gospodarczych oraz ministra rolnictwa, leśnictwa i gospodarki wodnej w rządzie Dritana Abazovicia. W październiku 2023 przeszedł na urząd ministra rolnictwa, leśnictwa i gospodarki wodnej w nowo powołanym gabinecie Milojka Spajicia.